# Didymostigma
Didymostigma, biljni rod iz porodice gesnerijevki. Na pospisu su dvije vrste, obje su kineski endemi

## Etimologija
Ime roda dolazi od grčkog διδυμος, didymos = dvostruko, blizanac i στιγμα, stigma = stigma, što se odnosi na izrazito dvousnu stigmu.

## Opis
Jednogodišnje biljke s četverokutnim stabljikama. Listovi nasuprotni, Listovi nasuprotni, lamina jajolika, na obje strane dlakavi, nazubljeni. Cime aksilarne; brakteole po obliku slične lišću; pedicele dlakave. Čašični listovi slobodni do baze, linearno lancetasti. Vjenčić blijedoljubičast, cjevasto-infundibuliforman, gornja usna 2-režnjevita, donja usna 3-režnjevita, režnjevi zaobljeni. Prašnika 2, umetnuti iznad sredine cijevi vjenčića; niti malo zakrivljene, linearne; prašnici elipsoidni, bazifiksirani, apikalno koherentni, lokule su paralelne, ne konfluiraju; staminodi 2, linearni. Nektarij u obliku šalice. Ovarij tanko cilindričan, labavo dlakav; stil vitak; stigma dvousna. Čahura tanko cilindrična, puberulozna, lokulicidno dehiscentna.

## Staništa
U šumama na stijenama i uz staze i rubove cesta u šumskim područjima; na 650-1200m. visine 

## Vrste
1. Didymostigma leiophyllum D.Fang & X.H.Lu
2. Didymostigma obtusum (C.B.Clarke) W.T.Wang tipična vrsta